# Ángeles Rodríguez Hidalgo (La abuela rockera)

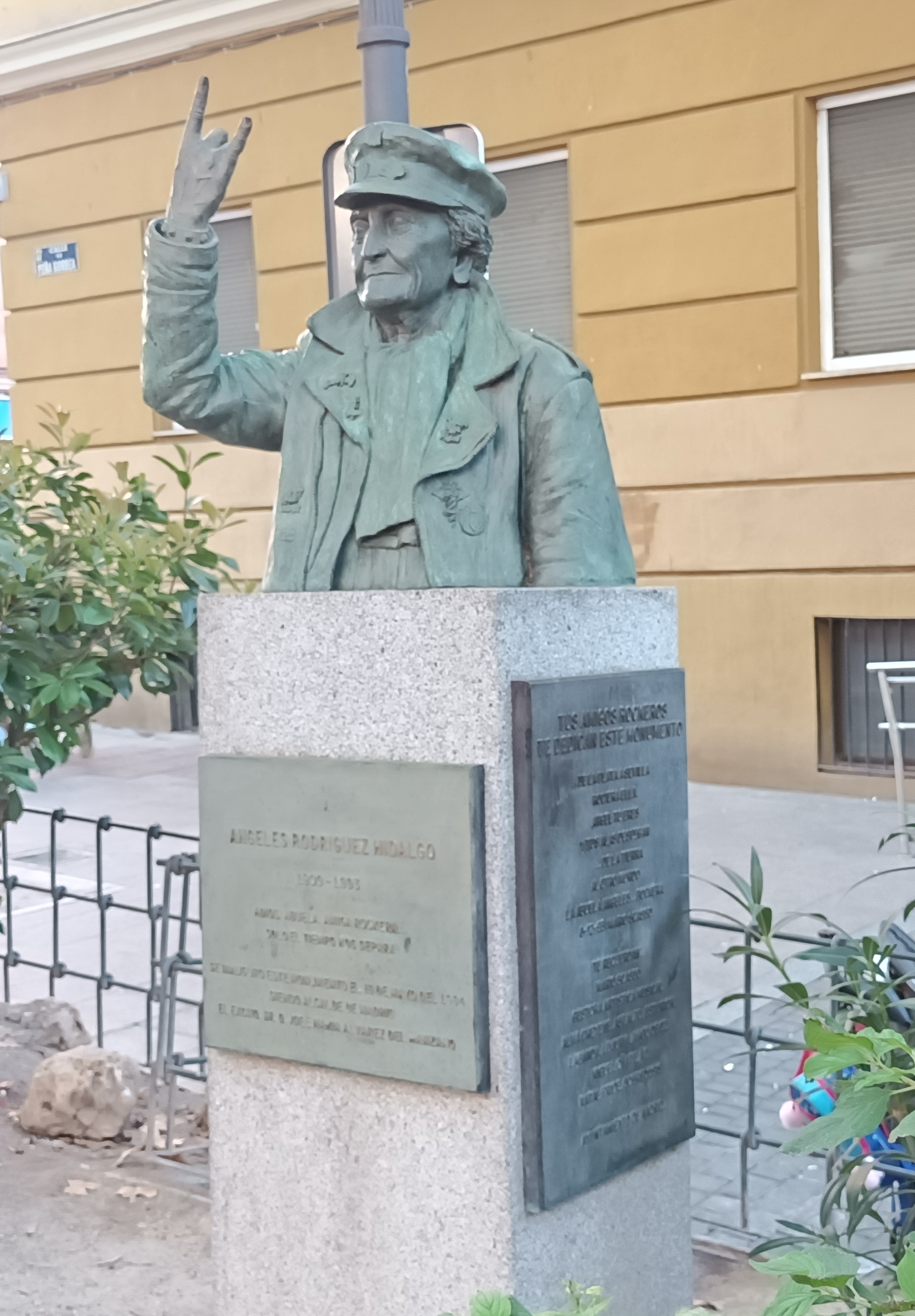

Ángeles Rodríguez Hidalgo (Argentina 1900, Madrid, diciembre 1993), conocida como La abuela rockera, fue un personaje muy popular por haberse convertido, con más de 70 años, en amante de la música Rock, frecuentando a músicos, salas de conciertos, emisoras de radio y todo tipo de eventos dedicados a la música rock durante los años de mayor auge del Heavy y el Hard rock de la ciudad de Madrid.
Su figura se inmortalizó con un busto de bronce creado por la artista Carmen Jorba, en la Avda. de Peña Gorbea en el distrito madrileño de Puente de Vallecas donde Ángeles Rodríguez Hidalgo vivió durante años. La estatua está basada en una fotografía de Julio Moya, tal como aparece en la portada del disco del grupo Panzer, luciendo la típica "chupa" de cuero y con el gesto de los cuernos en su mano derecha, símbolo de los roqueros.

## Biografía
Rodríguez Hidalgo nació en Argentina pero con menos de un año se trasladó con sus padres a vivir a Sevilla, ciudad en la que creció y que marcó sus raíces andaluzas. Como muchas otras mujeres de su época siguió a su marido hasta Madrid en busca de trabajo pero con 41 años se quedó viuda con 5 hijos a su cargo y se vio obligada a tener dos trabajos: como asistenta y como empleada en la Caja Postal.

## La popularidad
Su amor por la música rock comenzó como oyente y más tarde como colaboradora del programa de radio El Buho del periodista Paco Pérez Bryan que se emitía en Radio Juventud o en el de José Manuel Parada de Radio 5, donde empezó a conocérsela como la abuela. Con casi 90 años llegó a tener una sección semanal en la revista Heavy Rock: “La abuela consulta”.
A su vez, acompañada por su nieto empezó a asistir a conciertos y gracias a su simpatía y por lo sorprendente de su edad entabló amistad con muchos de los músicos más populares de esos años, codeándose con grupos como Leño, Barricada, Barón Rojo, Obús. 
En 1994 se organizó un concierto en la Sala Canciller con la asistencia de Esturión, Ñu, Asfalto y Sobredosis que junto a la aportación económica de la tienda de discos Madrid Rock permitiría recaudar el dinero para colocar su busto en la calle Peña Gorbea.